# Bartolomé Ordóñez

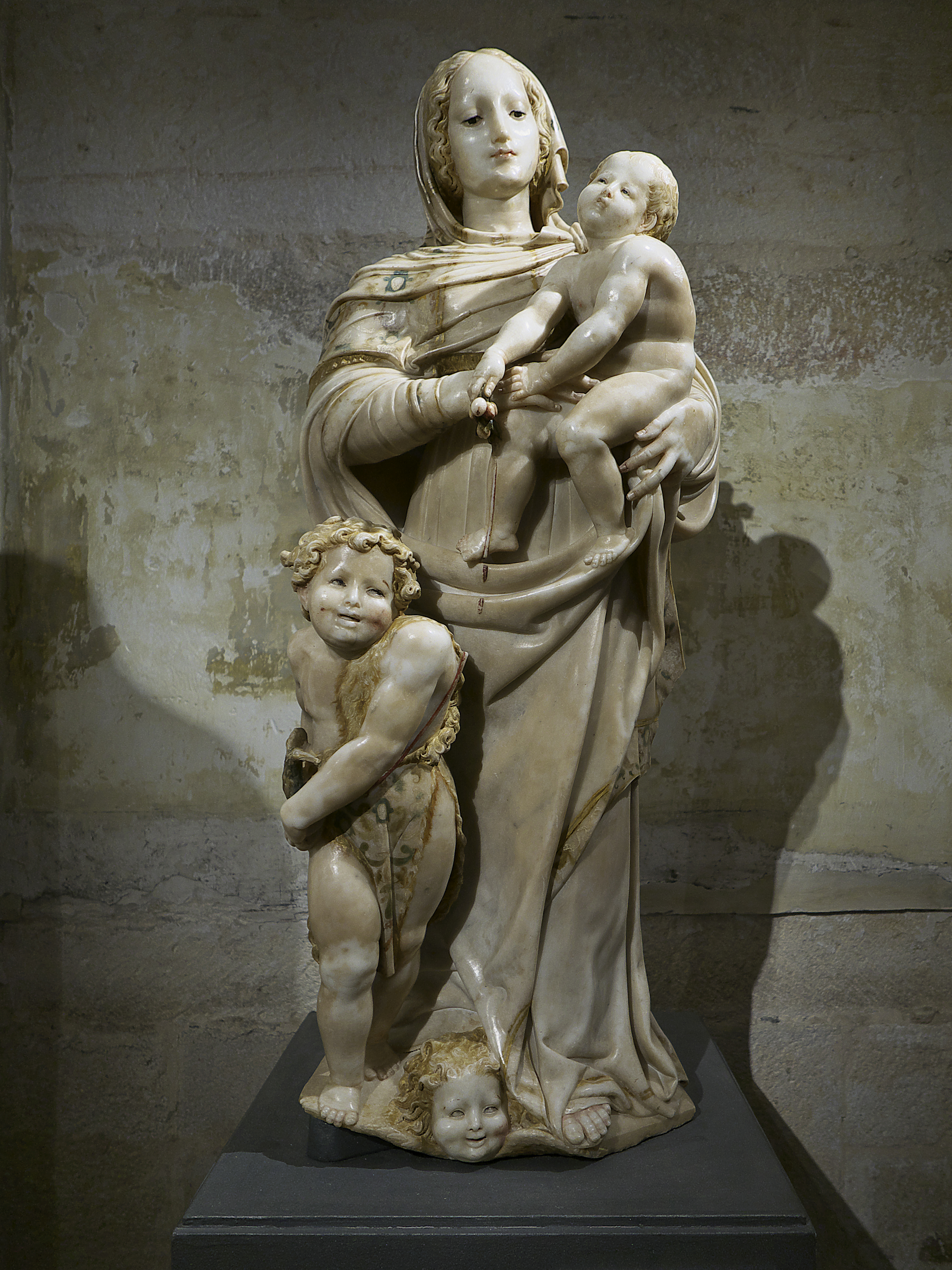
La Virgen con el Niño y san Juan Bautista, por Bartolomé Ordóñez, Catedral de Zamora.

Bartolomé Ordóñez fue un escultor renacentista español, nacido en Burgos alrededor de 1480 y fallecido el 6 de diciembre de 1520 en Carrara (Italia).

## Vida y obra
Hasta 1515, en que se datan los primeros testimonios documentales de su vida y obra, nada se conoce sino las noticias que proporciona su testamento, en que se declara burgalés e hidalgo y descubre la existencia en esa ciudad castellana de una hermana llamada Marina, dejando algunas mandas para Burgos. Vincúlale, pues, su nacimiento a uno de los primeros núcleos florecientes del Renacimiento español, donde ejercitará magisterio una de las grandes figuras desconocidas de este periodo y uno de los pioneros del estilo, el maestro Andrés de Nájera. Se le han atribuido influencias de Siloé y Domenico Fancelli (por su estancia en Italia)
En 1515, establece su taller en Barcelona, acompañándole tres auxiliares italianos marmolistas, venidos con él: Simón de Bellalana, Victorio Cogono y Juan Florentino. Pero de su obra no se sabe nada hasta que contrata con el cabildo catedralicio el 7 de mayo de 1517 la sillería del coro y la obra en mármol del trascoro de la catedral de Barcelona, y meses más tarde un grupo del Santo Entierro, en colaboración con Juan Petit Monet, para el Hospital de la Santa Cruz, obra perdida. El embellecimiento del coro se proyecta con vistas al Capítulo del Toisón que había de presidir Carlos I en marzo de 1519 en la catedral. En la primera obra conocida de Ordóñez colaboran los ayudantes italianos de su taller y ante la magnitud y urgencia de la obra, expertos tallistas en madera entre los que probablemente esté Siloé, pero la excelencia de su dirección la proclama su sorprendente unidad de estilo. En la cabecera del coro se representan escenas del Antiguo Testamento -Embriaguez de Noé y Sacrificio de Isaac- y Nuevo Testamento -Cristo camino del Calvario y la Deposición de Jesús, digna de destacarse, así como las apariciones después de la Resurrección, entre las que resulta notable por su originalidad iconográfica la presentación a su madre de los profetas sacados del infierno por Cristo resucitado-, además de evangelistas y virtudes, todo ello de extraordinaria calidad en su talla.

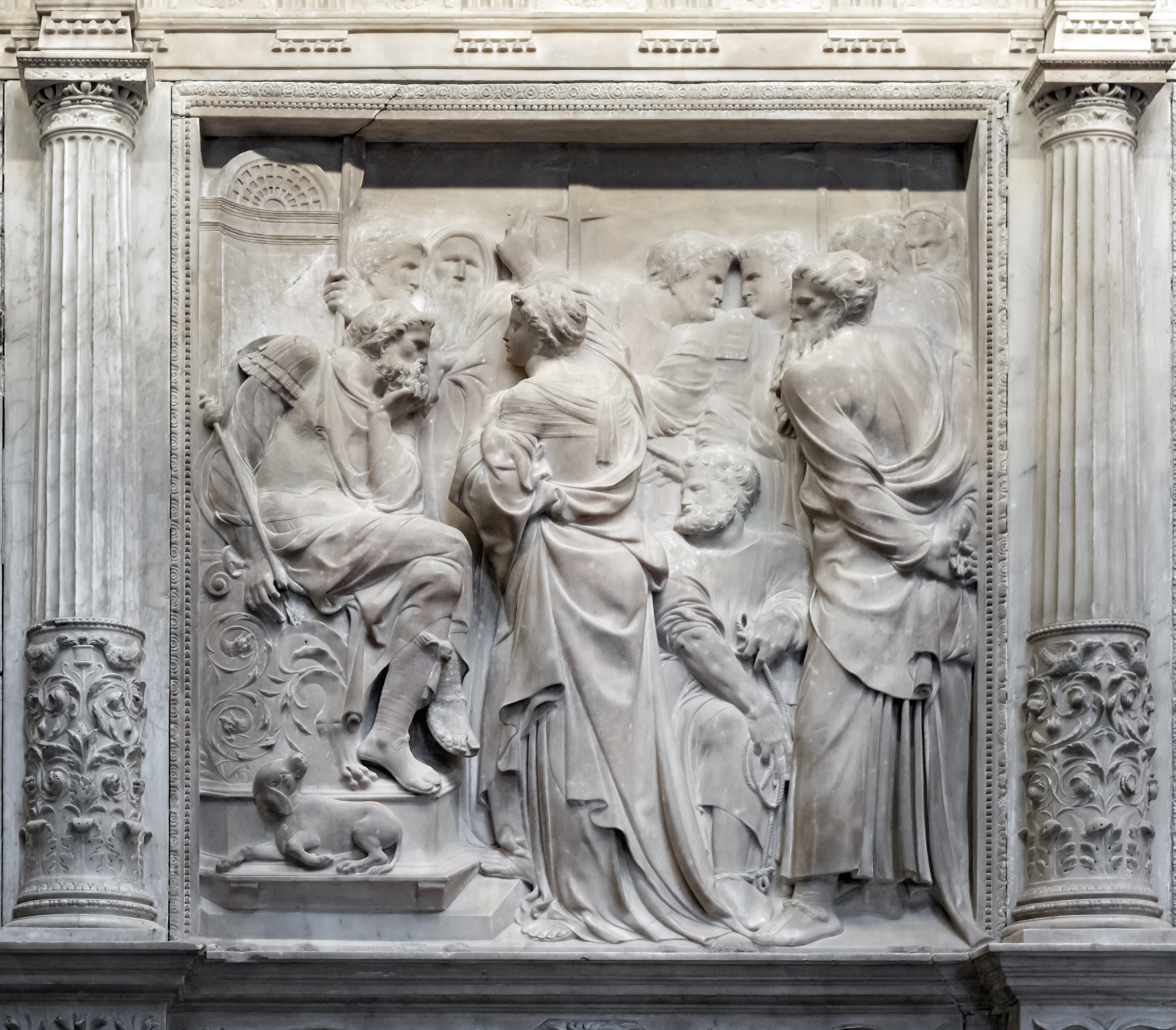
Juicio de santa Eulalia, trascoro de la Catedral de Barcelona, obra de Bartolomé Ordóñez.

Sus trabajos en la catedral de Barcelona fueron realizados en dos etapas. Después de la descrita, una segunda estancia en Nápoles documentada desde el 11 de diciembre de 1517 en la que, junto con Diego Siloé trabaja en la capilla Caracciolo di Vico, en San Giovanni a Carbonara. Es la carta de Pietro Summonte (1524) la que certifica sin error posible la labor de ambos españoles en la capilla frente a tradicionales y equivocadas atribuciones, y, aunque el italiano solo se refiere al retablo, el revestimiento marmóreo y la arquitectura de la capilla circular, cuyo eco hallamos en la catedral de Guadix, debieron de correr de cuenta de Ordóñez. Las coincidencias con la organización arquitectónica del trascoro de la catedral de Barcelona aportan luz al hecho. En el retablo le pertenece un excelente relieve representando la Adoración de los Magos, con una delicada composición piramidal, que recuerda a Leonardo da Vinci, muy equilibrada, y una perfectísima técnica, casi pictórica. No debía ser esta la única obra en la etapa napolitana del artista: se le atribuyen los monumentos funerarios de Galeazzo Pandone, en San Domenico Maggiore, y el de Andrea Bonifacio Cicaro, en San Severino y Sosio. 
A su regreso a Barcelona a comienzos de 1519 contrajo matrimonio con Catalina Calaf. En esta estancia -no muy prolongada, pues dura solo hasta el otoño de dicho año, en que parte para Carrara- trabaja en la obra marmórea del trascoro de la catedral barcelonesa, hasta que en 1562 es completada por Pedro Villar. Se organiza este como una columnata dórica, coronada por una balaustrada, y alzada sobre un alto basamento sin ornamentación, en cuyos intercolumnios se dispone la obra escultórica. Ricamente adornada, esta arquitectura revela las concomitancias con la capilla Caracciolo. De Ordóñez son los relieves en que se representa la profesión de fe de Santa Eulalia ante los jueces, donde la influencia miguelangelesca es muy notable, y el momento del martirio de la santa, en que las llamas, lejos de consumir su cuerpo desnudo, un casto desnudo, se vuelven contra los verdugos. De su autoría también son las imágenes exentas de san Severo y santa Eulalia, mientras que las de san Olegario y san Ramón de Peñafort fueron realizadas en el siglo XVII.
Otras obras posibles en España son el relieve en alabastro de una Sacra conversación del Museo Diocesano de Barcelona, y la Resurrección de la capilla del trasaltar de Valencia. El 1 de mayo de 1519, en contrato se le trasladaron los encargos hechos anteriormente a Fancelli: los sepulcros de Felipe I y de Juana la Loca, del cardenal Cisneros -para Granada y Alcalá de Henares, respectivamente- y, como se desprende del testamento de Ordóñez, los de algunos miembros de la familia Fonseca. Es entonces cuando marcha a Carrara, con ánimo de volver a Barcelona, pero muerta su esposa abre taller allí, entregándose durante un año a una febril actividad que cortó la muerte. 

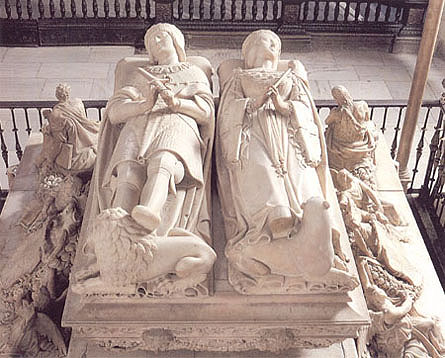
Capilla Real de Granada, Sepulcro de los reyes Juana I de Castilla y Felipe I.

Dejó casi completo el sepulcro de Juana y Felipe el Hermoso de la Capilla Real de Granada, muy superior a los de Fancelli, en quien sin duda se inspira modificando su tipo al retornar al túmulo de paredes verticales sobre el que en una urna se encuentran los yacentes de rostros idealizados, con los Santos Juanes, San Miguel y San Andrés en las esquinas. En cada paño del cuerpo principal, tondos con relieves de la Natividad de Cristo, Adoración de los Reyes, Oración del Huerto y Descendimiento, de los más notables de Ordóñez, amén de otras figuras y un sinfín de temas ornamentales.
El cenotafio del cardenal Cisneros lo dejó inacabado; a lo sumo completa la estatua del yacente, «austero y realista con aire de retrato». En todo sigue este sepulcro realizado para la Capilla de San Ildefonso de la Universidad Complutense, aunque más reducido, al que se acaba de describir; los tondos se ocupan por los doctores de la Iglesia española, y los santos patronos de los monarcas son sustituidos por los Padres de la iglesia latina, yendo a situarse en hornacinas los santos patronos del cardenal con las artes liberales.
Los sepulcros de la familia Fonseca en Coca, donde por un cambio de las piezas de los dos sepulcros principales resultó confuso discernir a Fancelli de Ordóñez hasta el definitivo esclarecimiento de las atribuciones por Gómez Moreno, quedando de Ordóñez el de Alonso de Fonseca y su madre, y los del arzobispo de Sevilla Alonso de Fonseca y el obispo de Burgos Juan Rodríguez de Fonseca, este último perfectamente documentado como de Ordóñez o su taller. La Virgen con el Niño y San Juan, del monasterio de San Jerónimo de Zamora, hoy en la catedral, es, según Gómez Moreno, la que se cita en el inventario de su taller para los Fonseca.